# Ratna Pathak Shah
Ratna Pathak Shah (Mumbai, 18 marzo 1957) è un'attrice indiana.

## Biografia
È figlia dell'attrice e regista Dina Pathak (1922-2002) e di Baldev Pathak. Inoltre è sorella dell'attrice Supriya Pathak.
Dal 1982 è sposata con il regista e attore Naseeruddin Shah. Anche i figli Vivaan Shah (1990) e Imaad Shah sono attori.

## Filmografia parziale

### Cinema
- Mandi, regia di Shyam Benegal (1983)
- Calore e polvere (Heat and Dust), regia di James Ivory (1983)
- Mirch Masala, regia di Ketan Mehta (1987)
- The Perfect Murder, regia di Zafar Hai (1988)
- Paheli, regia di Amol Palekar (2005) - voce
- Yun Hota To Kya Hota, regia di Naseeruddin Shah (2006)
- Jaane Tu... Ya Jaane Na, regia di Abbas Tyrewala (2008)
- Aladin, regia di Sujoy Ghosh (2009)
- Golmaal 3, regia di Rohit Shetty (2010)
- Ek Main Aur Ekk Tu, regia di Shakun Batra (2012)
- Khoobsura, regia di Shashanka Ghosh (2014)
- Nil Battey Sannata, regia di Ashwiny Iyer Tiwari (2015)
- Kapoor & Sons, regia di Shakun Batra (2016)
- Lipstick Under My Burkha, regia di Alankrita Shrivastava (2016)
- Mubarakan, regia di Anees Bazmee (2017)
- Amore al metro quadro (Love Per Square Foot), regia di Anand Tiwari (2018)
- Thappad, regia di Anubhav Sushila Sinha (2020)
- Unpaused, registi vari (2020)

### Televisione
- Idhar Udhar (1985; 1998)
- Bharat Ek Khoj (1988)
- Tara (1993)
- Gharwali Uparwali (2000)
- Apna Apna Style (2000)
- Sarabhai V/S Sarabhai (2004-2017)
- Selection Day (2018-2019)

## Premi
- Indian Television Academy Awards
  - 2005: "Best Actress in a Comic Role" (Sarabhai V/S Sarabhai)
- London Asian Film Festival
  - 2017: "Stand Out Performance" (Lipstick Under My Burkha)